# Hayato Sumino
Répertoire
Frédéric Chopin, jazz
Hayato Sumino (角野隼斗), également connu sous son pseudonyme Cateen, né le 14 juillet 1995, est un pianiste et arrangeur japonais.
Il se fait connaître par son talent et son éclectisme, étant susceptible aussi bien d'interpréter des œuvres classiques dans un format de concert traditionnel que de mêler les genres, notamment sur les réseaux sociaux, en expérimentant dans un registre jazz, voire en y mêlant des éléments de pop ou de musiques d'animes.

## Jeunesse
Hayato Sumino naît le 14 juillet 1995. Il n'étudie pas au conservatoire mais à l'Université de Tokyo, dans laquelle il obtient un master en science et ingénierie. Il travaille le piano sous la direction de Katsuko Kaneko et de Tomoaki Yoshida, puis à l'IRCAM à Paris avec Jean-Marc Luisada,,. Ses leçons avec ce dernier se poursuivent en ligne durant le confinement provoqué par la pandémie de Covid-19.

## Carrière professionnelle
Sa carrière de concertiste l'emmène notamment en Europe et en Asie, avec l'Orchestre philharmonique du Japon ainsi que celui de Brasov (Roumanie).
En 2019, Hayato Sumino sort son premier album, Passion, comprenant des œuvres de Liszt, Chopin, Scriabine et Rachmaninov.

## Vidéos
Dès ses années de lycée, Hayato Sumino se fait connaître en mettant en ligne des vidéos de ses prestations, en commençant par des interprétations au piano de musiques de jeux vidéo.
Sur YouTube, Hayato Sumino est connu sous le pseudonyme de Cateen et interprète voire mêle un grand nombre de styles musicaux allant du jazz à la pop, en passant par la musique de thème d'anime.

## Prix et récompenses
Lors de l'édition 2020 du Concours international de piano Frédéric-Chopin, Hayato Sumino, poussé à participer par Jean-Marc Luisada, parvient en demi-finale,.
Par ailleurs, il a également remporté le troisième prix du concours de piano de Lyon, le grand prix du concours de piano PTNA au Japon et la médaille d'or au concours international de piano Chopin en Asie,.